# 三氟化铬
三氟化铬是化学式为CrF3的无机化合物及其多种水合物的统称。無水三氟化铬是一种绿色晶体，不溶于一般溶剂，但是其水合物[Cr(H2O)6]F3和[Cr(H2O)6]F3·3H2O可溶于水。三水合物是绿色的，而六水合物是紫色的。无水盐在加热到1100–1200 °C时升华。

## 结构与性质
与几乎所有的三价铬化合物类似，这些化合物中的铬原子都是八面体配位的。无水盐中，六个顶点的配体是与邻近铬原子形成氟桥的氟原子。在水合物中，一些或全部的氟配体被水分子所取代。无水三氟化铬难溶于水，但存在还原剂（如金属锌）时缓慢溶解，可能是因为形成电荷转移配合物[Cr2+—F—Cr3+…F]。

## 制备
三氟化铬可由三氧化二铬与氢氟酸反应制得：
Cr2O3 + 6 HF  +  9 H2O → 2 [Cr(H2O)6]F3
无水盐可由氟化氢与三氯化铬反应制备：
CrCl3 + 3 HF  → CrF3  + 3 HCl

## 用途
三氟化铬的用途并不广泛，但可用于纺织品的腐蚀剂和腐蚀抑制剂。三氟化铬还是制备三价铬的有机金属化合物的原料之一。